# Nelson dos Santos
Nelson dos Santos (Nelson Rocha dos Santos; * 8. Mai 1952 in Rio de Janeiro) ist ein ehemaliger brasilianischer Sprinter. Auch seine Tochter Evelyn dos Santos war als Leichtathletin aktiv.
Bei den Leichtathletik-Südamerikameisterschaften 1975 in Rio de Janeiro gewann er Silber über 100 m.
1979 gewann er bei den Panamerikanischen Spielen in San Juan Bronze in der 4-mal-100-Meter-Staffel und wurde Vierter über 100 m. Beim Leichtathletik-Weltcup in Montreal siegte er mit der amerikanischen Mannschaft in der 4-mal-100-Meter-Staffel.
Bei den Olympischen Spielen 1980 in Moskau wurde er Achter in der 4-mal-100-Meter-Staffel und erreichte über 100 m das Viertelfinale.
1983 holte er bei den Panamerikanischen Spielen in  Caracas erneut Bronze in der 4-mal-100-Meter-Staffel und wurde Sechster über 100 m. Bei den Iberoamerikanischen Meisterschaften gewann er Silber über 100 m, und bei den Südamerikameisterschaften in Santa Fe siegte er über 100 m und errang Silber über 200 m.
Bei den Olympischen Spielen 1984 in Los Angeles wurde er Achter in der 4-mal-100-Meter-Staffel und schied über 100 m im Viertelfinale aus.

## Persönliche Bestzeiten
- 100 m: 10,22 s, 8. September 1979, Mexiko-Stadt
- 200 m: 21,00 s, 15. Mai 1983, Pointe-à-Pitre